# Rugby Club I Medicei
Il Rugby Club I Medicei Società Sportiva Dilettantistica fu un club italiano di rugby a 15 di Firenze, formatosi nel 2015 per unione delle prime squadre della dismessa formazione I Cavalieri di Prato e del Firenze 1931, già CUS Firenze, ultima squadra del capoluogo toscano a militare in prima divisione, in serie A 1983-84.
Nel 2016-17 guadagnò la promozione in Eccellenza insieme al titolo di campione d'Italia di serie A.
Dopo due stagioni in prima divisione il club chiese nel 2020 la riassegnazione in serie A per problemi economici, ma la mancanza di sponsor costrinsero la dirigenza a chiedere la liquidazione, confermata il 15 aprile 2021.
La squadra, i cui colori sociali erano il bianco e il rosso, disputava i propri incontri interni allo stadio Mario Lodigiani, all'interno di un complesso sportivo situato in Campo di Marte nei pressi dello stadio Artemio Franchi.

## Storia
Il rugby giunse in Toscana con gli studenti universitari nel 1931, anno di formazione del GUF Firenze che per buona parte dell'anteguerra militò in Divisione Nazionale, l'allora massimo livello del rugby italiano; dopo la guerra, divenuto CUS Firenze, continuò a militare tra le divisioni superiori fino al 1983-84, ultima apparizione in massima serie, all'epoca chiamata Serie A.
Il CUS Firenze continuò la sua attività fino al 2007 quando il suo titolo sportivo fu rilevato dalla Firenze 1931, che conservò colori e campo della precedente società e nel 2010 si fuse con la più giovane Rugby Firenze 1981.
Il 25 giugno 2015 fu annunciata la nascita del R.C. I Medicei in una conferenza stampa tenuta al centro sportivo Padovani.
Il nuovo club nacque dalla fusione per incorporazione della ex franchigia I Cavalieri, che solo due stagioni prima, nell'Eccellenza 2012-13, aveva perso la finale-scudetto in casa contro Mogliano ma che successivamente aveva affrontato una crisi finanziaria che lo portò a chiudere il torneo 2014-15 all'ultimo posto senza vittorie.
Fu proprio il club pratese a dare al neonato club il titolo sportivo di serie A da cui la squadra iniziò sotto la guida tecnica di Pasquale Presutti, esperto giocatore e allenatore di Petrarca e Fiamme Oro e internazionale negli anni settanta con la maglia dell'Italia.
Il torneo d'esordio del nuovo club, la serie A 2015-16, vide i Medicei arrivare secondi nel proprio girone in prima fase e quarti nella pool promozione successiva; fu nel torneo successivo che la squadra riuscì a esprimersi al meglio, ripetendo il secondo posto in prima fase ma vincendo la propria pool promozione davanti a una formazione esperta di massima serie come L’Aquila; in semifinale i Medicei sconfissero Verona e ritrovarono in finale L'Aquila, sconfitta nella gara per il titolo a Parma per 38-14.
Assieme alla conquista del titolo di campione d'Italia di serie A giunse la promozione in Eccellenza, 33 anni dopo l'ultima presenza di Firenze in massima divisione.
Il primo campionato in massima divisione vide la squadra classificarsi all'ottavo posto finale; l'anno successivo I Medicei portarono la Firenze del rugby al suo miglior piazzamento di sempre, con il sesto posto finale.
Il TOP12 2019-20 fu sospeso senza verdetti per via delle misure sanitarie di contrasto alla pandemia di COVID-19, e a causa dei sopraggiunti problemi economici conseguenti a tale fermo attività il club decise di rinunciare alla massima divisione e chiese la reiscrizione alla serie A per la stagione 2020-21; allenatore fu designato Giuseppe Sorrentino, ex tecnico della squadra cadetta.
Tuttavia la mossa di riduzione dei costi fu inefficace: nei mesi seguenti nessuno degli sponsor rinnovò i propri contratti e il club, rimasto senza finanziamenti, deliberò la messa in liquidazione, concretizzatasi il 15 aprile 2021 con l'istanza al tribunale fallimentare di Firenze.

## Cronologia
| Cronistoria del Rugby Club I Medicei |
| --- |
| - 2015 · Nascita del Rugby Club I Medicei per incorporazione dei Cavalieri di Prato da parte del Rugby Firenze 1931 - 2015-16 · 2º girone 4 serie A 4º pool promozione 1 - 2016-17 · 2º girone 1 serie A 1º pool promozione 1 Campione d'Italia Serie A (1º titolo) (promozione in Eccellenza) - 2017-18 · 8° Eccellenza - 2018-19 · 6° TOP12 - 2019-20 · TOP12 - 2020 · 24 agosto, rinuncia al TOP12 e riassegnazione alla serie A - 2020-21 · Serie A - 2021 · 15 aprile, liquidazione della società |

## Giocatori di rilievo
Giocatori internazionali in forza al club
- Andrea De Marchi
- Francesco Minto
- Nick Civetta
- Stefan Basson
- Jean-François Montauriol